# Pinguicula gigantea
Espèce
Pinguicula gigantea est une espèce de plantes à fleurs de la famille des Lentibulariacées et du genre Pinguicula. C'est une plante herbacée vivace originaire d'Amérique centrale. C'est une plante carnivore. Elle possède sur ses feuilles des très petits poils collant des insectes (moucherons…).

## Répartition
Amérique centrale.